# Larnaca vietnamensis
Larnaca vietnamensis är en insektsart som beskrevs av Andrej Vasiljevitj Gorochov 2003. Larnaca vietnamensis ingår i släktet Larnaca och familjen Gryllacrididae. Inga underarter finns listade i Catalogue of Life.